# Jan Sziling
Jan Sziling (ur. 15 grudnia 1939 w Więcborku, zm. 10 kwietnia 2023) – polski historyk, specjalizujący się w historii najnowszej.

## Życiorys
W 1957 ukończył Collegium Marianum w Pelplinie, rok później zdał maturę w Liceum Ogólnokształcącym w Więcborku. W 1963 ukończył studia historyczne na Uniwersytecie Mikołaja Kopernika i zatrudnił się na tej uczelni. Tematem jego pracy doktorskiej, obronionej w 1971, była Polityka okupanta hitlerowskiego wobec Kościoła katolickiego na ziemiach polskich wcielonych do Rzeszy (1939–1945), a promotorem Witold Łukaszewicz. Stopień doktora habilitowanego uzyskał w 1989 roku, na podstawie rozprawy Kościoły chrześcijańskie w polityce niemieckich władz okupacyjnych w Generalnym Gubernatorstwie (1939–1945). Tytuł profesora nauk humanistycznych uzyskał 31 stycznia 2008.
Pełnił funkcje wicedyrektora Instytutu Historii i Archiwistyki (1992–1994) i prodziekana Wydziału Nauk Historycznych UMK (1999–2005). W latach 1990–1992 był wiceprezesem Zarządu Fundacji „Archiwum Pomorskie Armii Krajowej” (od 2009 Fundacja Generał Elżbiety Zawackiej).
Pochowany 14 kwietnia 2023 r. na cmentarzu Najświętszej Marii Panny w Toruniu.

## Wybrane publikacje
- Okupacja hitlerowska na Pomorzu Gdańskim w latach 1939–1945 (1979, wspólnie z Włodzimierzem Jastrzębskim, ISBN 83-215-7184-0).
- Kościoły chrześcijańskie w polityce niemieckich władz okupacyjnych w Generalnym Gubernatorstwie (1939–1945) (1988, ISBN 83-231-0156-6).
- Polscy księża w niemieckich obozach koncentracyjnych: transport 527 duchownych 13 grudnia 1940 r. z Sachsenhausen do Dachau (2007, wspólnie z Jolantą Adamską, ISBN 83-89474-15-8).

## Odznaczenia
- Złoty Krzyż Zasługi
- Srebrny Krzyż Zasługi
- Medal Komisji Edukacji Narodowej
- Medal za zasługi położone dla rozwoju Uczelni

Źródło:.

## Nagrody
- Nagroda WRN w Bydgoszczy I stopnia za wybitne osiągnięcia w dziedzinie nauki (zespołowa) za pracę Pod czerwonym sztandarem (1969)[5]